# Sąd Najwyższy (Węgry)

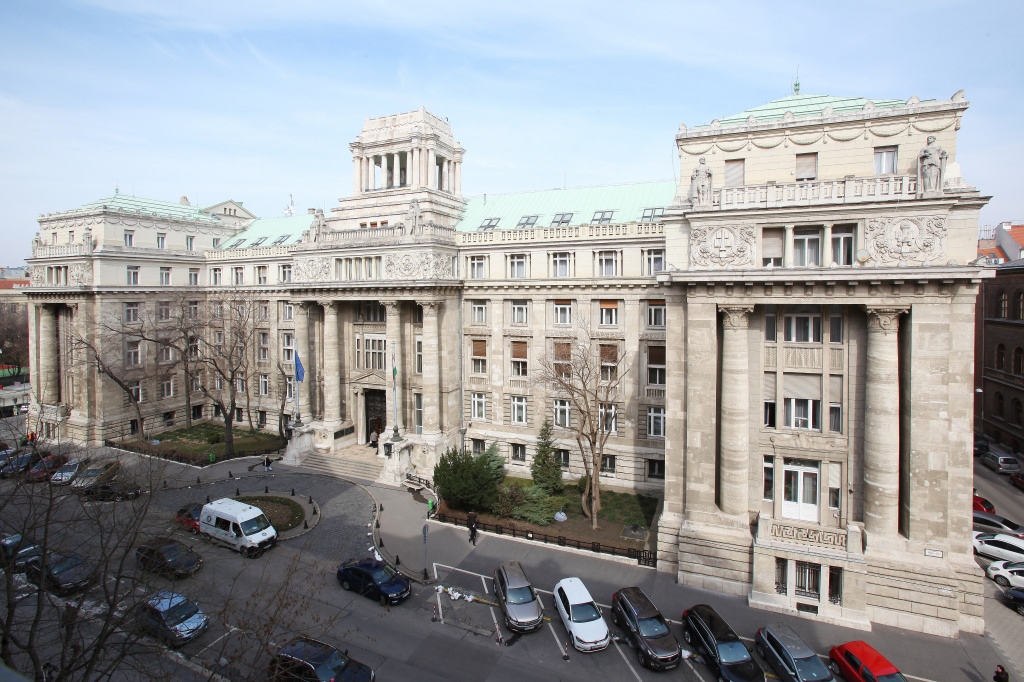
Siedziba Sądu Najwyższego (2018)

Sąd Najwyższy (węg. Kúria; w poprzedniej konstytucji pod nazwą Legfelsőbb Bíróság) – sąd, który stanowi najwyższy organ władzy sądowniczej na Węgrzech. Rozpatruje on kasację od wyroków, które wydały węgierskie sądy II instancji oraz skargi na działalność organów, które mu podlegają. Orzeczenia Sądu Najwyższego są ostateczne i zobowiązują wszystkie pozostałe sądy.